# Zamek w Lincoln
Zamek w Lincoln – zamek w mieście Lincoln w Anglii, w hrabstwie Lincolnshire, powstały w XI w.

## Historia
Zamek powstał w drugiej połowie XI w., za czasów króla Anglii Wilhelma Zdobywcy na miejscu dawnej rzymskiej warowni. Celem budowy zamku w tym miejscu było umocnienie władzy królewskiej w północnej Anglii, która była nastawiona do nowego panującego niechętnie. Budowę rozpoczęto w 1068. Obiekt miała charakter zamku typu motte. Początkowo drewniane zabudowania – donżon (dzisiaj nazywany Lucy Tower) i palisadę – szybko zastąpiono murowanymi. Do budowy używano materiału z rozbiórki zabudowań dawnego rzymskiego miasta Lindum Colonia .
W 1141 doszło do bitwy pod Lincoln: król Anglii Stefan z Blois próbował odzyskać zamek z rąk rywalizującej z nim o koronę cesarzowej Matyldy, jednak dostał się tutaj do niewoli. W 1217 rozegrała się kolejna bitwa pod Lincoln, podczas której siły wierne królowi Henrykowi III broniły zamku przeciwko zbuntowanym baronom próbującym osadzić na tronie angielskim francuskiego księcia Ludwika (porażka zwolenników Ludwika tutaj stanowiła punkt zwrotny w wojnie). W 1644, podczas angielskiej wojny domowej, zamek znajdujący się w rękach sił rojalistycznych został zdobyty przez zwolenników parlamentu .
Zamek wielokrotnie gościł angielskich królów. Kilkakrotnie bywał tu m.in. Henryk II, tuż przed swoją śmiercią spędził tu kilka dni Jan bez Ziemi, a w 1541 odwiedził go Henryk VIII Tudor wraz z ówczesną swoją żoną Katarzyną Howard .

## Zabudowania
W skład zamku wchodzą następujące zabudowania:
- wieża Cobb Hall – zbudowana w XIII w. Sklepienia wewnątrz pozwalają przypuszczać, że służyła także jako kaplica. W XIX w. na szczycie wieży przeprowadzano egzekucje;
- wieża Lucy Tower – pierwotnie obejmująca kwatery mieszkalne. Jej najwyższa kondygnacja oraz boczne skrzydła nie przetrwały. W XIX w. jej wnętrze zaczęto wykorzystywać jako cmentarz;
- wieża Observatory Tower – zbudowana w XIX w. z wykorzystaniem jednak średniowiecznych podwalin;
- gmach więzienia - zbudowany w 1788 i 1848 (nowe skrzydło) na potrzeby więzienia, które zamknięto w 1878;
- gmach sądu - zbudowany w 1826[1] .

W latach 2010–2015 przeprowadzono na zamku prace renowacyjne. Odrestaurowano mury, po których poprowadzono trasę turystyczną, odnowiono i przebudowano dawnych gmach więzienia, a także zbudowano nowy obiekt, w którym umieszczono przechowywane tu dokumenty (m.in. jeden z czterech zachowanych oryginałów Wielkiej Karty Swobód) .

## Galeria

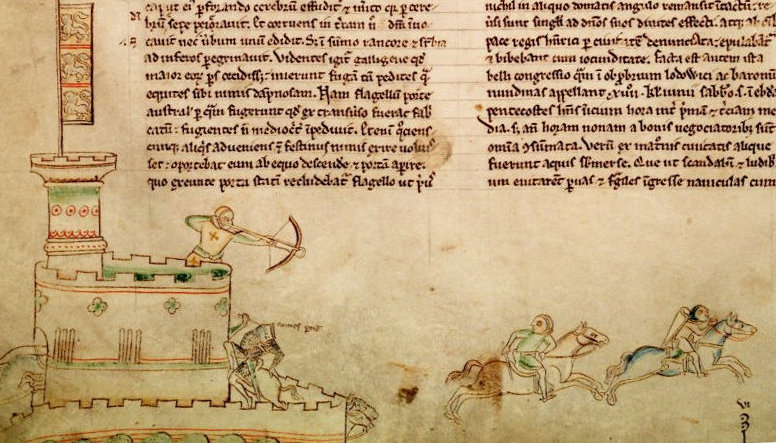
Zamek Lincoln na XIII-wiecznej miniaturze
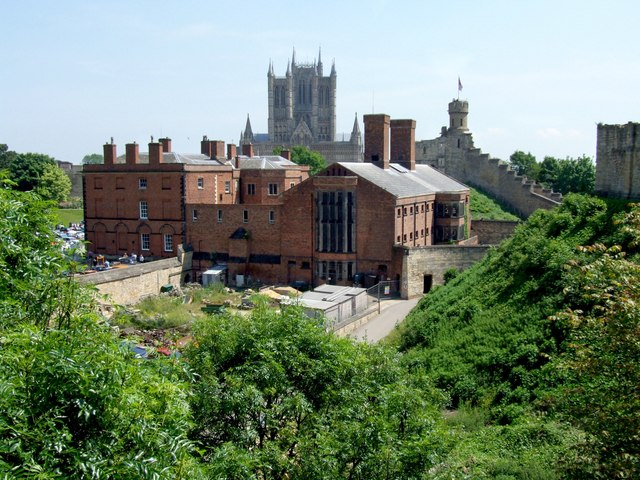
Old Gaol (dawne więzienie), widok od zachodu, w tle po prawej Observatory Tower
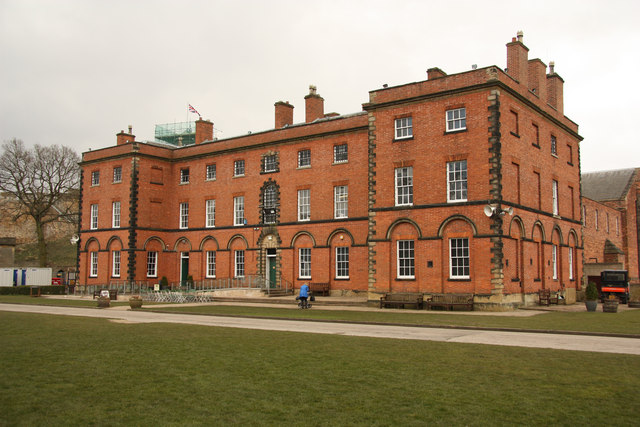
Old Gaol (fasada północna)
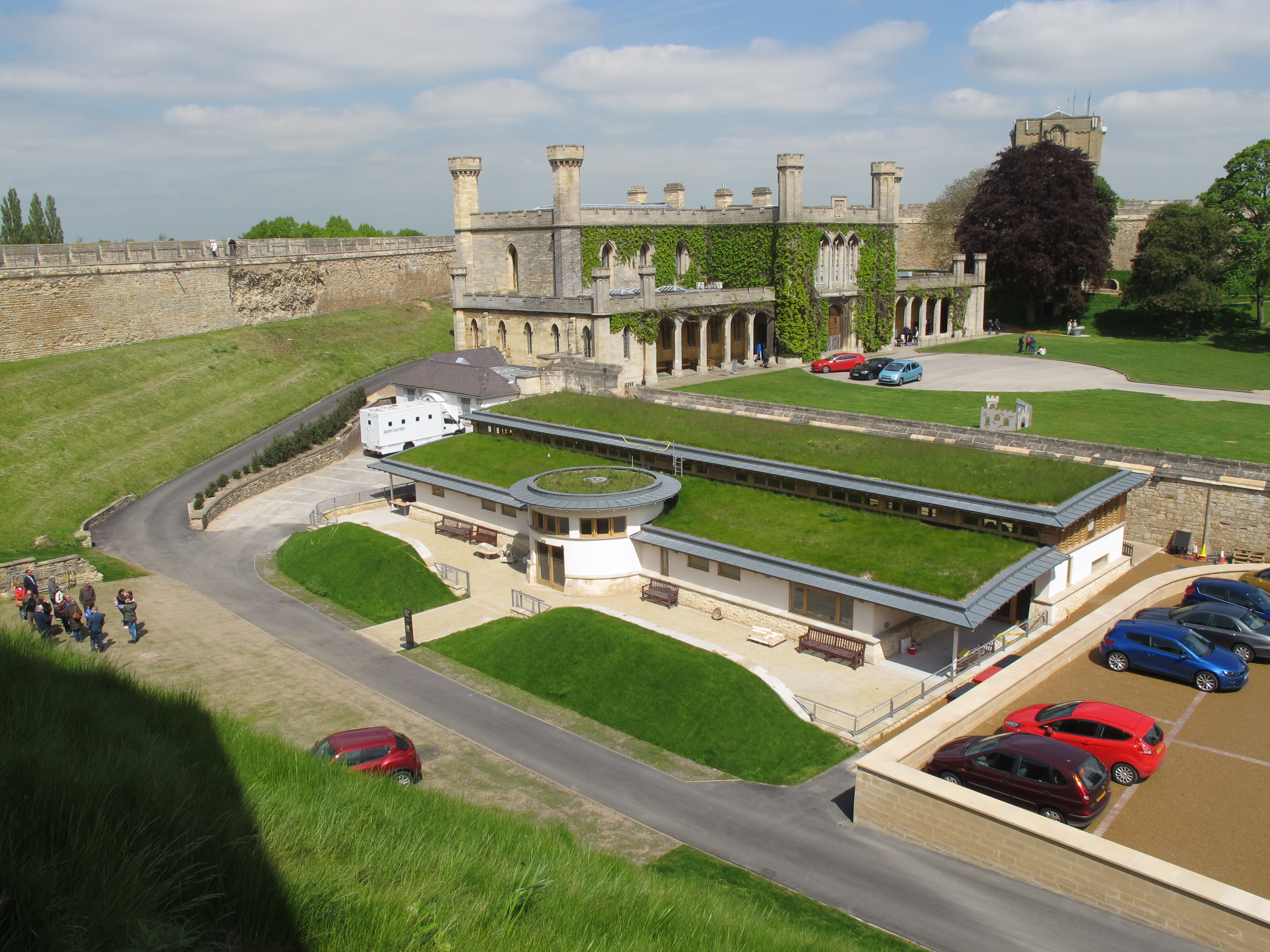
Heritage Skills Centre (na pierwszym planie) i Lincoln Crown Court (budynek sądu, na drugim planie), widok od południa
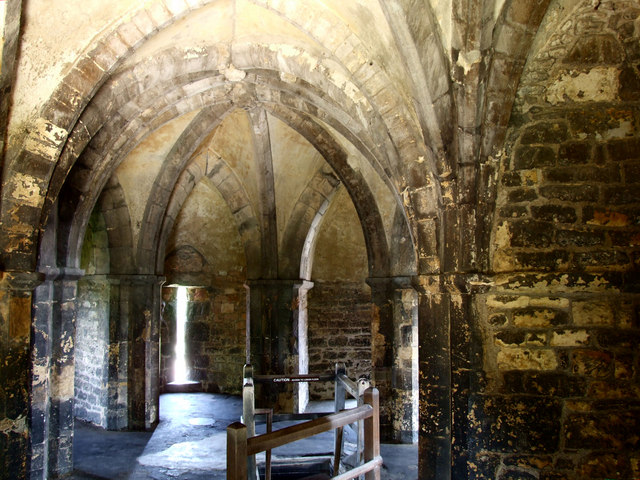
Cobb Hall, wnętrze
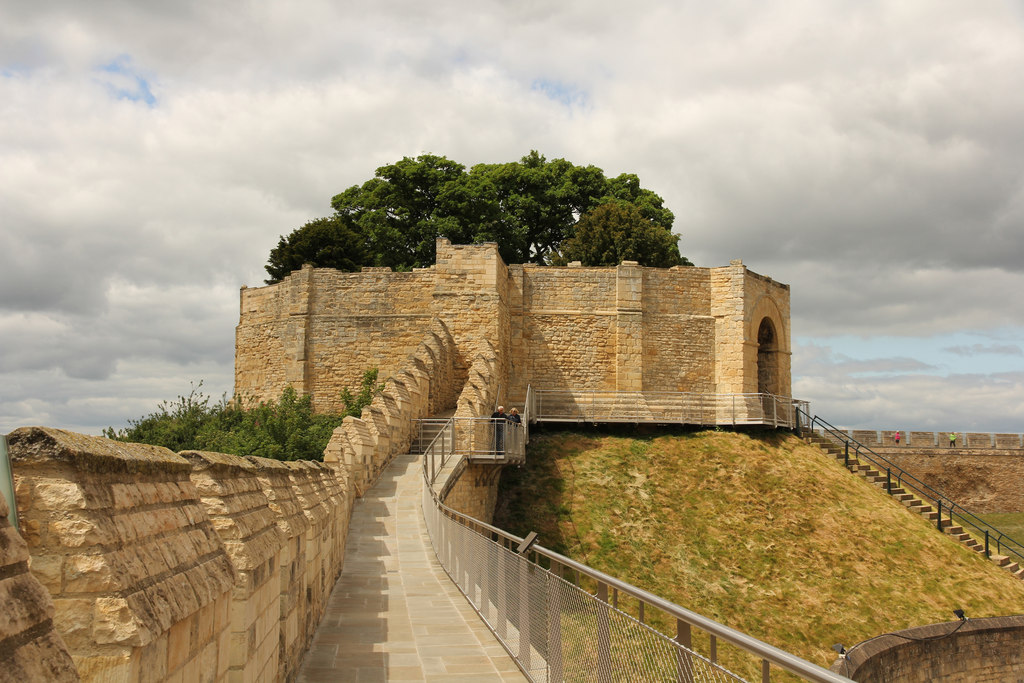
Lucy Tower, widok z murów zamkowych, od wschodu
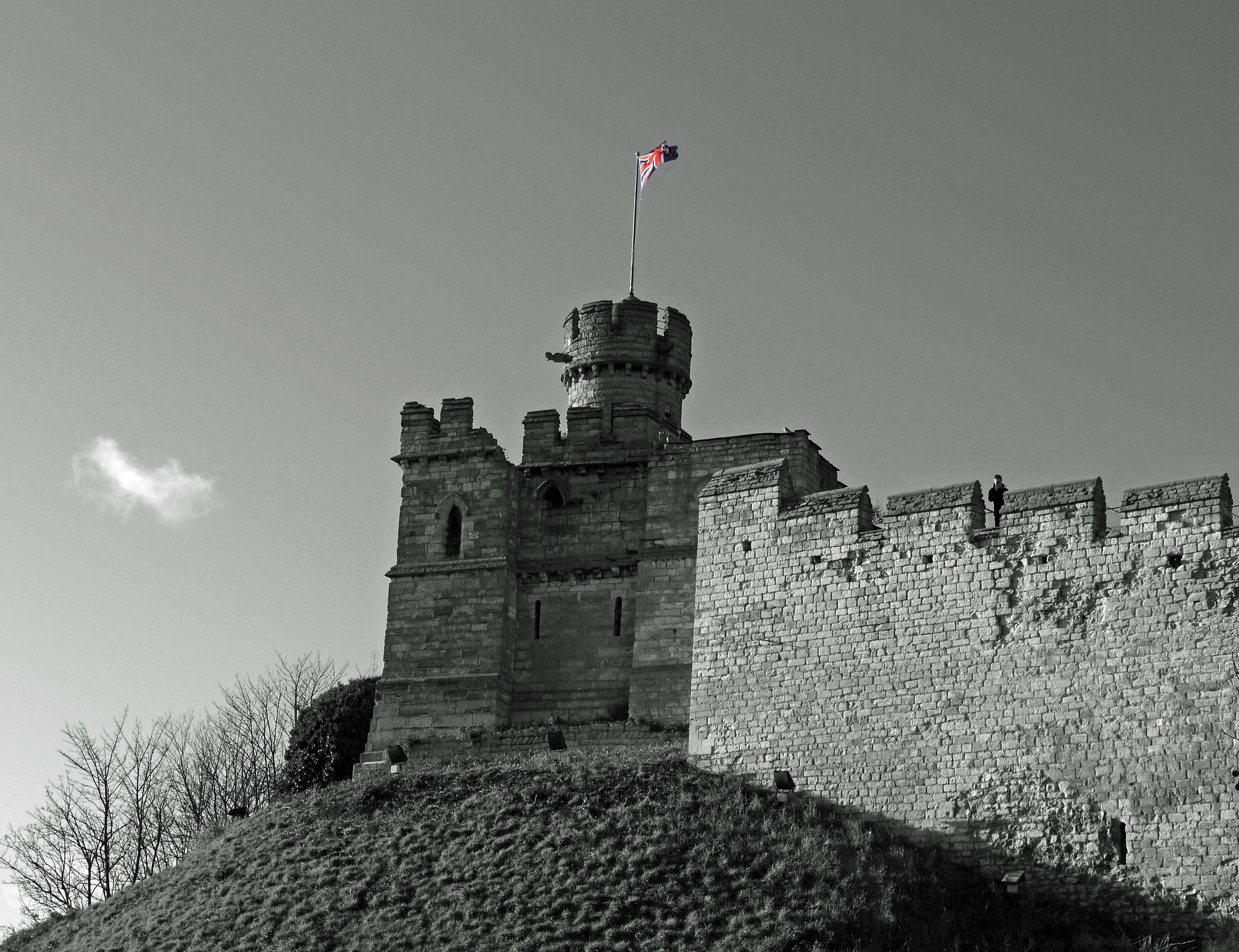
Observatory Tower, widok z zewnątrz, od wschodu
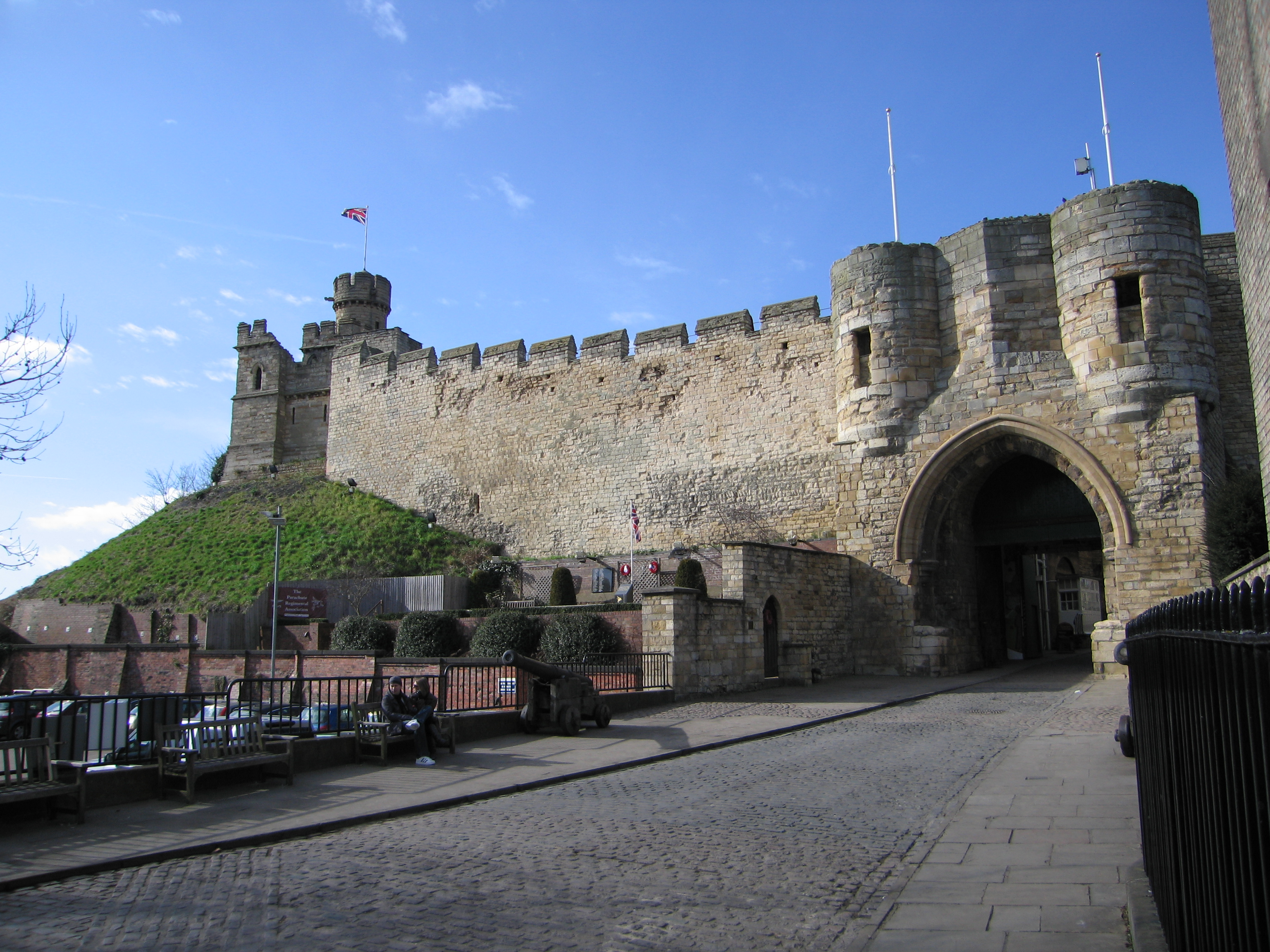
Brama wschodnia, widok od zewnątrz
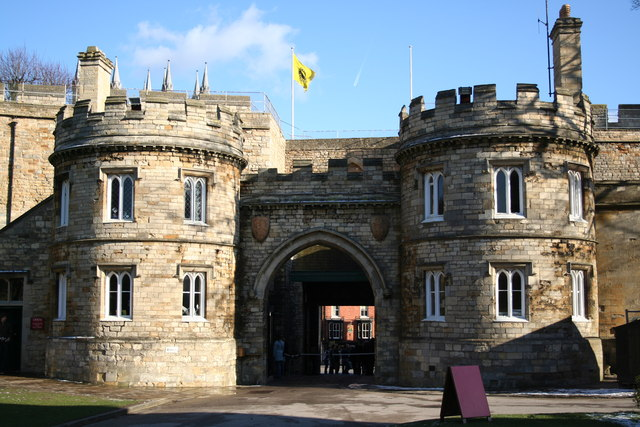
Brama wschodnia, widok od wewnątrz
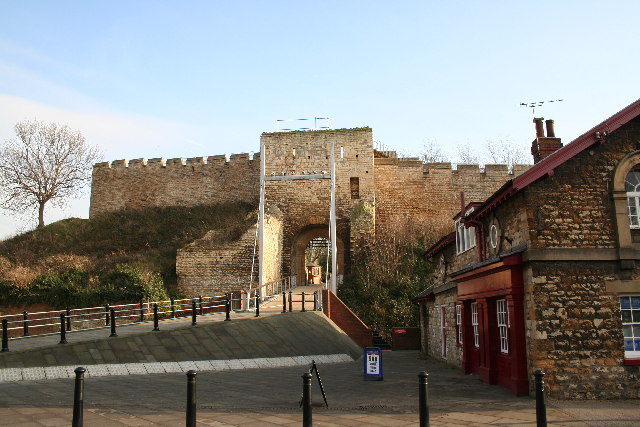
Brama zachodnia, widok od zewnątrz
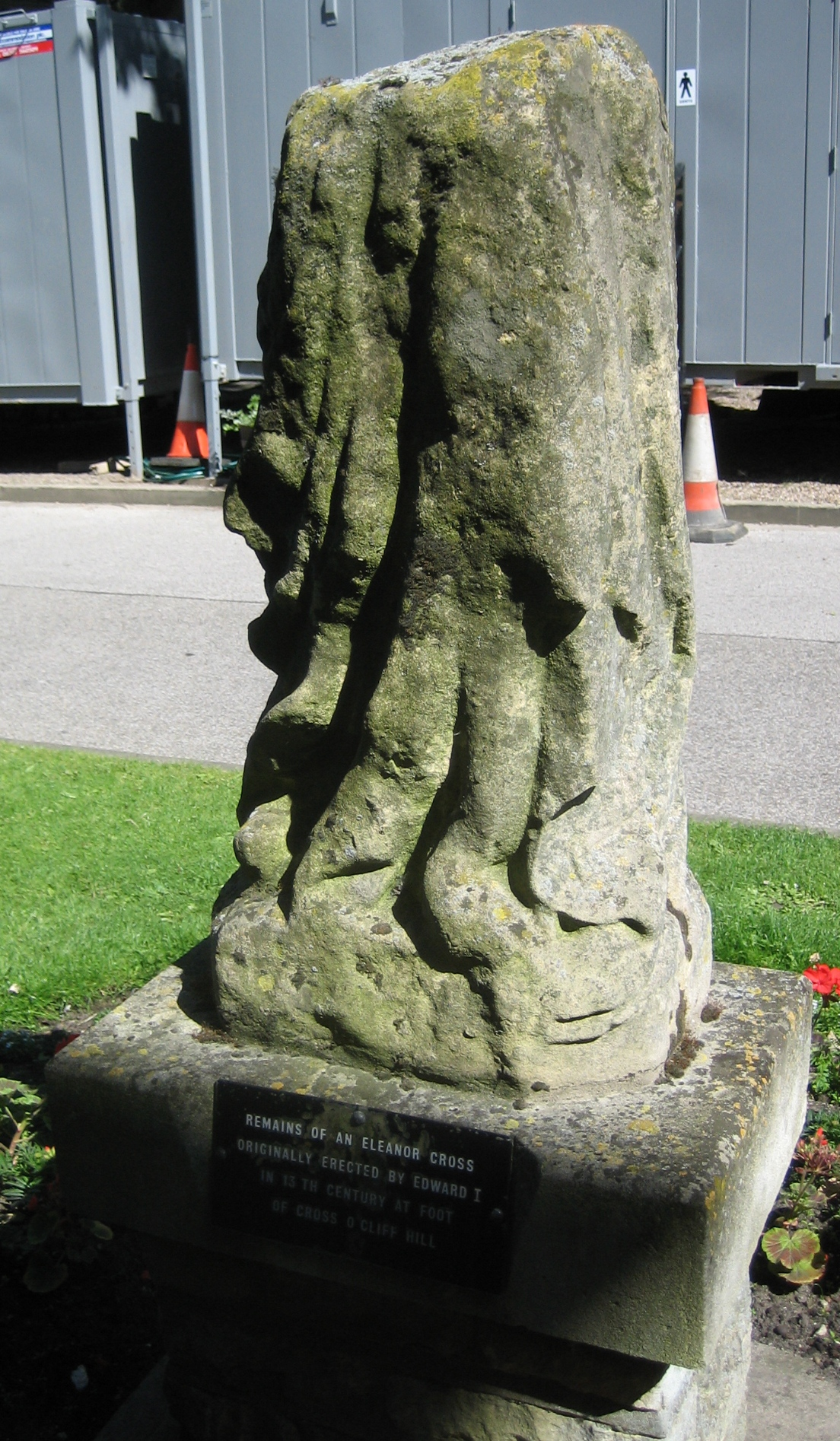
Ocalały fragment Krzyża Eleonory